# Anadiasa swierstrai
Anadiasa swierstrai is een vlinder uit de familie spinners (Lasiocampidae). De wetenschappelijke naam van deze soort is voor het eerst geldig gepubliceerd in 1922 door Aurivillius.
De soort komt voor in tropisch Afrika.